# Hauerslevia pulverulenta
Hauerslevia pulverulenta — вид грибів, що належить до монотипового роду Hauerslevia. Зростає в Європі.